# Feste Prinz August von Württemberg
Die Feste Prinz August von Württemberg, im Jahre 1919 von den Franzosen in Fort Saint-Privat umbenannt, ist ein Festungswerk bei Metz. Es war Teil des inneren Gürtels um die Festung Metz. Seine Feuertaufe erhielt es erst Ende 1944 während der Schlacht um Metz.

## Geographische Lage
Die Festung liegt südwestlich der Stadt Metz in Lothringen auf der rechten Seite der Mosel und auf der linken Seite der Seille auf der Gemarkung der Gemeinde Marly, etwa fünf Kilometer vom Stadtkern entfernt.

Feste Prinz August von Württemberg, südwestlich der Stadt Metz, auf einem Plan der Umgebung von Metz um 1900

## Historisches

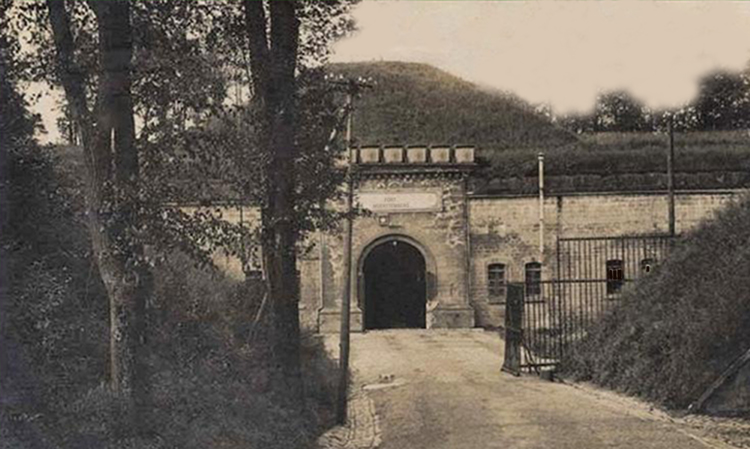
Eingang zum Fort Württemberg

Nachdem Elsaß-Lothringen als Auswirkung des Deutsch-Französischen Krieges an Deutschland gefallen war, gingen die Militärbehörden unverzüglich dazu über, die Stadt Metz militärisch aufzuwerten. Es wurden große Anstrengungen unternommen, um sowohl die noch von Frankreich projektierten als auch neue Festungswerke zu bauen.
Der sogenannte erste oder innere Ring (im Unterschied zu dem später gebauten zweiten oder äußeren Ring) bestand aus den Forts:
- Feste Prinz August von Württemberg (Saint-Privat)
- Fort Goeben (de Queuleu)
- Fort Zastrow (des Bordes)
- Fort Manteuffel (de Saint-Julien)
- Fort Hindersin (Gambetta)
- Fort Kameke (Déroulède)
- Fort Schwerin (Decaen)
- Feste Alvensleben (de Plappeville)
- Feste Prinz Friedrich Karl (du Saint-Quentin).

Die meisten dieser Werke waren bei Ausbruch des Krieges 1870 noch nicht fertiggestellt, teilweise erst in der Planungsphase.

## Errichtung
Die Feste Prinz August von Württemberg (oder auch Fort Wuerttemberg) wurde durch deutsche Ingenieure in den Jahren von 1872 bis 1875 fertiggestellt. Es handelte sich hierbei um ein sogenanntes detachiertes (selbstständiges) Festungswerk nach den Maßgaben des Systems Biehler. Das Ziel war es, um die Stadt Metz selbst einen Ring zu legen, von dem aus in regelmäßigen Abständen starke Artilleriekräfte zum Einsatz gebracht werden konnten. Die Feste Prinz August von Württemberg, so benannt nach Generaloberst August von Württemberg, vollendete den ersten Ring, den die Franzosen im Jahre 1870 begonnen hatten.

## Nutzung
Zu Beginn des Jahres 1890 wurde die Besatzung durch die Truppen des in Metz und Diedenhofen liegenden XVI. Armeekorps sichergestellt.
Zu Beginn des Ersten Weltkrieges bestand die Besatzung aus Teilen des Königs-Infanterie-Regiment (6. Lothringisches) Nr. 145. Nachdem Elsaß-Lothringen 1919 an Frankreich zurückgefallen war, erhielt das Festungswerk den Namen Fort Saint-Privat. Bald darauf wurde damit begonnen, einen Militärflugplatz (Base aérienne 128 Metz-Frescaty) zu errichten und schloss dabei das Fort in das Militärgelände mit ein.
Im Jahr 1940 wurde es erneut von den deutschen Truppen übernommen, die es 1944 aber wieder verlassen mussten. Das „Fort Saint-Privat“ ist heute deaktiviert, aber wegen seiner Lage auf einem militärischen Sperrgebiet nicht zugänglich.

## Kämpfe im Zweiten Weltkrieg
Am 2. September 1944 wurde Metz von Hitler zur Reichsfestung erklärt. Der Platz müsse bis zum letzten Mann gehalten werden. Von Truppen der 5. US-Infanteriedivision angegriffen, verteidigten die Männer der „462. Volksgrenadier-Division“ diese „Reichsfestung“ mit großer Verbissenheit. Während der Kämpfe Anfang September 1944 wurde das Fort zunächst von einer Abteilung unter dem Kommando von SS-Standartenführer Ernst Kemper verteidigt. Während der Schlacht um Metz wurde dann die Besatzung mehrfach ausgewechselt. Kommandeur der 462. Volksgrenadier-Division und Festungskommandant von Metz war der Generalleutnant Heinrich Kittel.
Am 9. November 1944, wurden die Verteidigungsanlagen und strategischen Punkte als Auftakt zur Offensive auf Metz von den United States Army Air Forces massiv angegriffen. 1.299 Bomber vom Typ B-17 und B-24 warfen insgesamt 3753 Tonnen an 500 und 1000 Kilogramm Bomben ab. Der Bombenabwurf erfolgte ohne Sicht aus einer Höhe von 6000 Metern, wobei die meisten militärischen Ziele nicht getroffen wurden. 689 Bomben fielen auf das Gebiet der Innenstadt von Metz, anstelle auf die als Ziele bestimmten sieben Forts, was wiederum die Unzulänglichkeit der massiven Bombardierung von militärischen Zielen bewies.
Am 16. November 1944 fand ein massiver amerikanischer Angriff südlich von Metz in östlicher Richtung statt. Die Deutschen leisteten auf dem Flugplatz von Metz-Frascaty erbitterten Widerstand und verteidigten jeden einzelnen Flugzeughangar verbissen gegen das 11. Infanterieregiment der US Army. Unter dem Druck der Amerikaner mussten sie jedoch letztendlich auf das Fort zurückweichen. Die Angreifer hatten an diesem Tag einen Verlust von vier Offizieren und 118 Mann zu verzeichnen. Die Verluste bei den deutschen Truppen waren ebenfalls hoch. Am Tag darauf konzentrierten sich die Kämpfe auf die Nordostecke des Flugplatzes, wo die Deutschen einige letzte Gebäude besetzt hielten. Jetzt allerdings standen die Angreifer auch bereits unter dem Abwehrfeuer aus dem Fort.
Kommandant des Forts Prinz August von Württemberg war zu diesem Zeitpunkt der Sturmbannführer der Waffen-SS und Major der Schutzpolizei Werner Matzdorff (1912–2010), Wohl wissend, dass das Fort nicht lange würde standhalten können, führte er eine unnachgiebige Verteidigung und machte keinerlei Anstalten die Waffen zu strecken. Am 20. November hielt das Fort immer noch. An diesem Tag verließ von Matzdorff die Anlage mit einer weißen Fahne, um dem Kommandeur des 11th Infantry Regiment mitzuteilen, dass er und seine Männer bis zum Tode kämpfen würden, „falls es notwendig sein sollte“, er bitte jedoch darum, 20 seiner Schwerverwundeten aus dem Fort schaffen zu dürfen.
Am 21. November geriet der Festungskommandant, Generalleutnant Kittel in der Mudra-Kaserne verwundet in Gefangenschaft und am nächsten Tag um 14:35 Uhr ergab sich die Festung Metz. Am gleichen Abend begannen Männer aus dem Fort zu desertieren und zu den Amerikanern überzulaufen. Völlig erschöpft teilten sie den amerikanischen Soldaten mit, dass die Moral im Fort auf einen Tiefpunkt gesunken sei. Trotz der widrigen Umstände widerstanden das Fort auf dem Flughafen von Frescaty, ebenso wie die anderen des östlichen Befestigungsabschnitts weiterhin den amerikanischen Angriffen.
Nach einer weiteren Woche wurde die Situation jedoch zunehmend kritischer. Verpflegung und Munition gingen zur Neige. Am 29. November 1944 musste von Matzdorff dann schließlich kapitulieren und ging mit 22 Offizieren und 488 Unteroffizieren und Mannschaften in die Gefangenschaft. 80 Mann der Besatzung waren verwundet, diese hatten bereits seit einer Woche nicht mehr ärztlich versorgt werden können.
Die Hakenkreuzfahne über dem Fliegerhorst war eingeholt worden, auch wenn auf die Mauern Durchhalteparolen gepinselt waren wie: „Der Mann kann fallen, die Fahne nie.“